# Révélation
Pour les articles homonymes, voir révélation (homonymie).

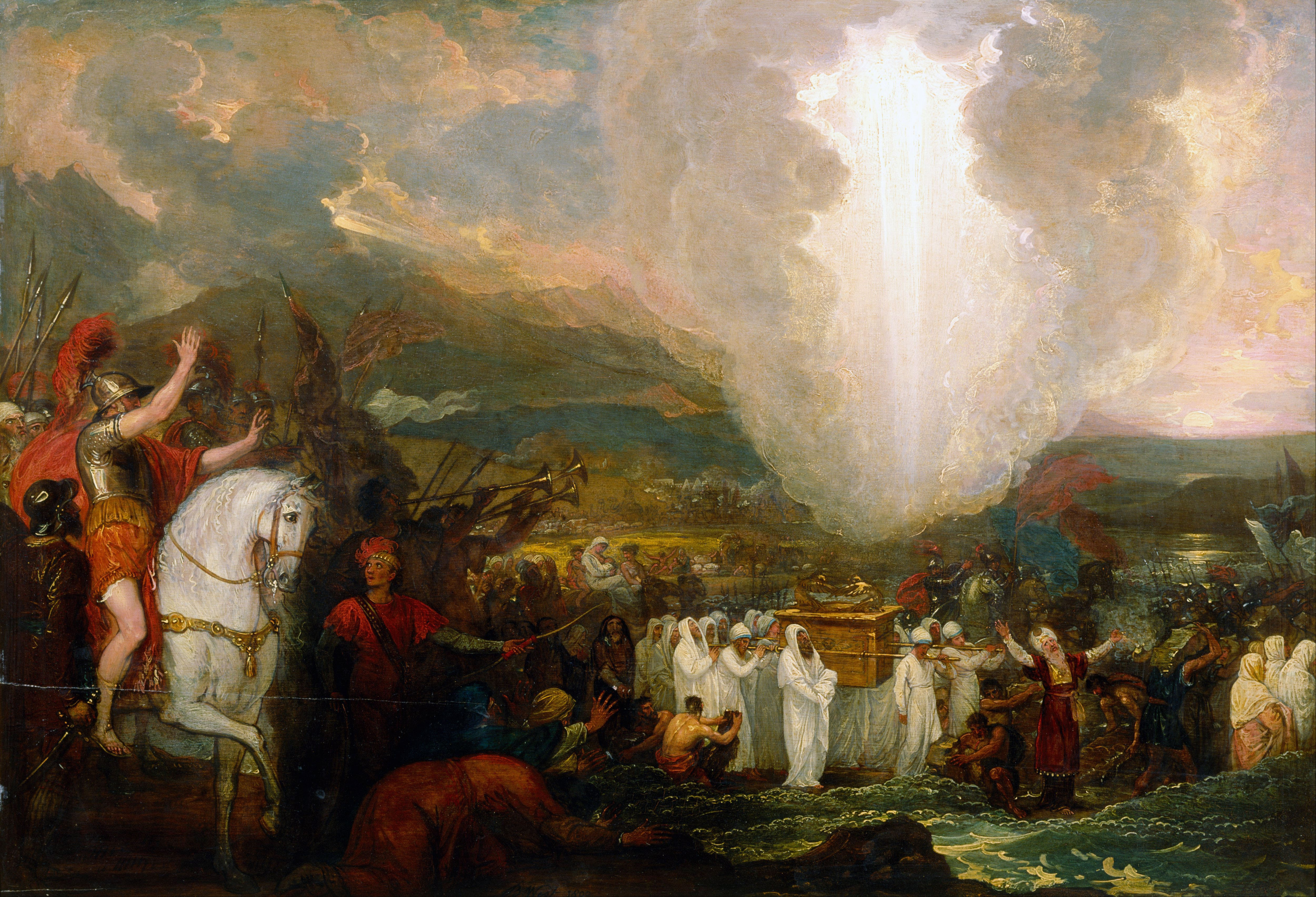
Benjamin West, Josué passant le Jourdain avec l'Arche d'alliance (1800), Galerie d'art de Nouvelle-Galles du Sud.

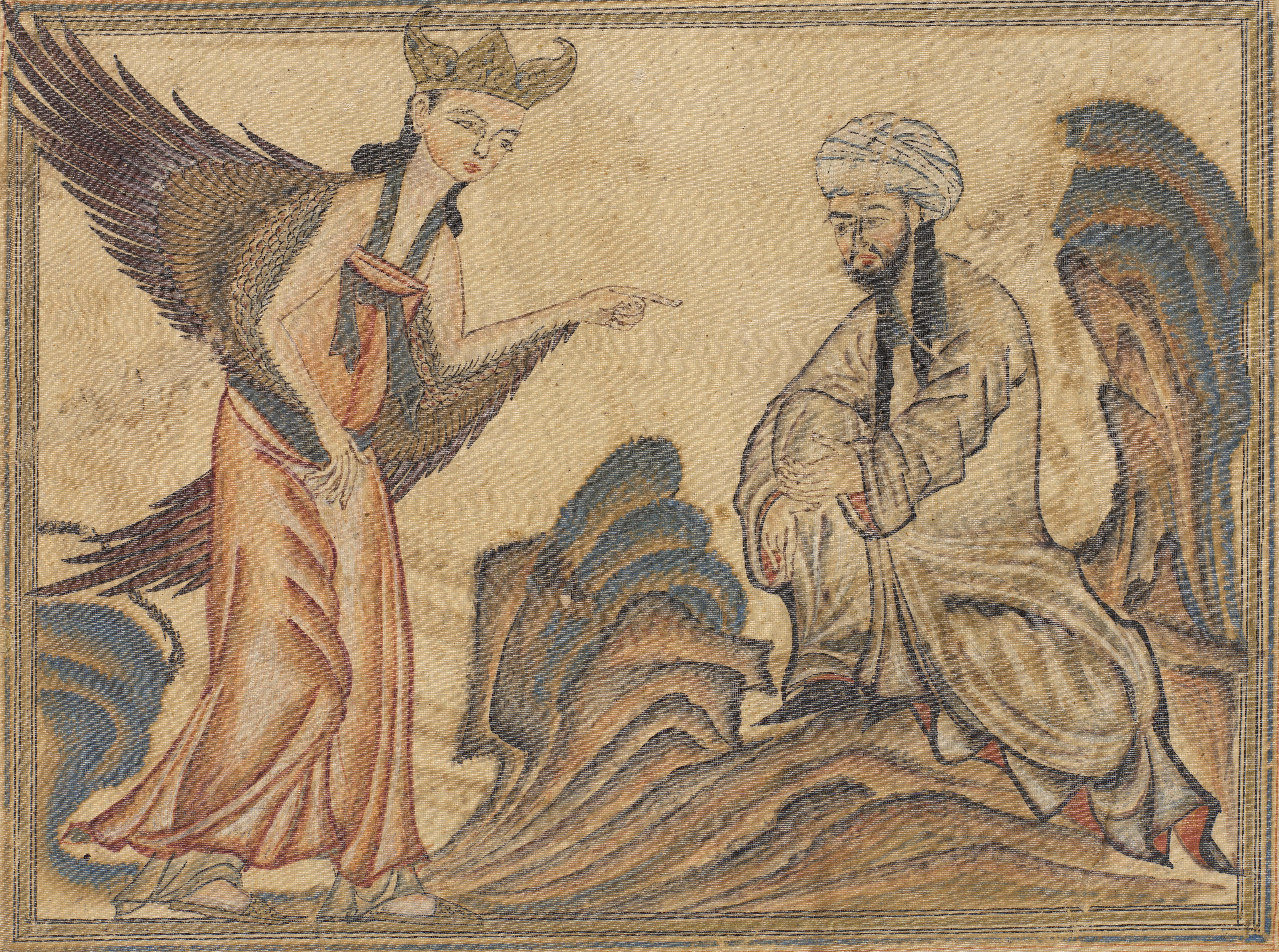
Mahomet recevant sa première révélation de l'ange Gabriel. Coran : 53-2.

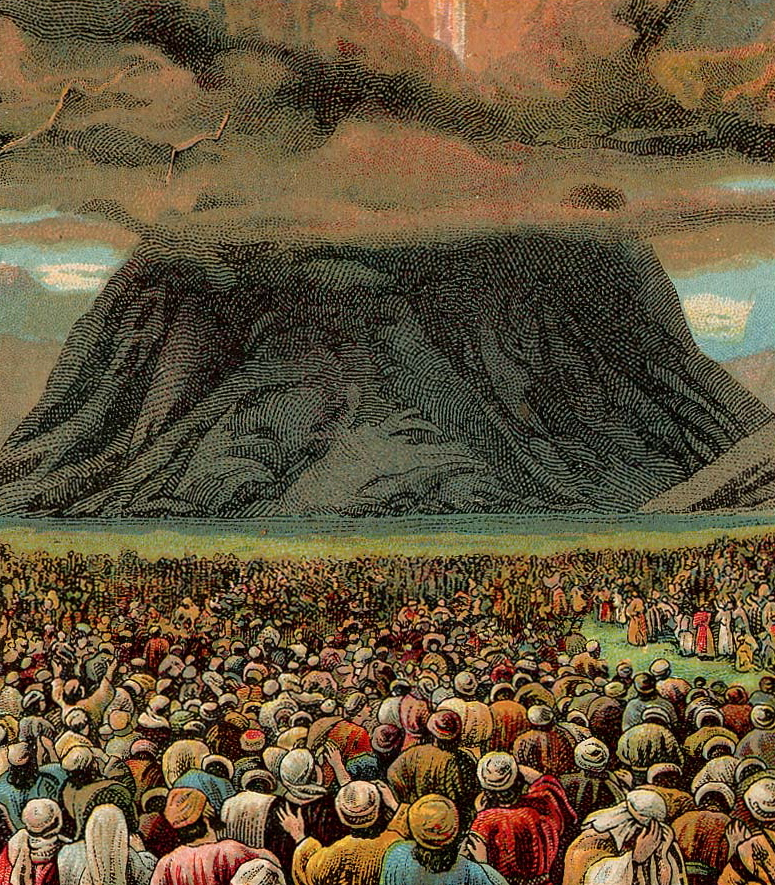
Mont Sinaï le peuple d'Israël sortant d'Egypte et Moïse descend pour leur apporter les Dix Commandements.

La Révélation est, pour une religion monothéiste, la connaissance qu'elle affirme détenir directement de Dieu. Les manifestations divines par lesquelles cette connaissance est parvenue aux hommes sont tantôt des apparitions (théophanies), tantôt l'inspiration à des prophètes de textes considérés comme sacrés. Les religions abrahamiques (le judaïsme, le christianisme et l'islam) sont dites « révélées ».
Par extension, c'est une connaissance reçue par un individu par inspiration divine, intuition, illumination.

## Religions abrahamiques

### Judaïsme

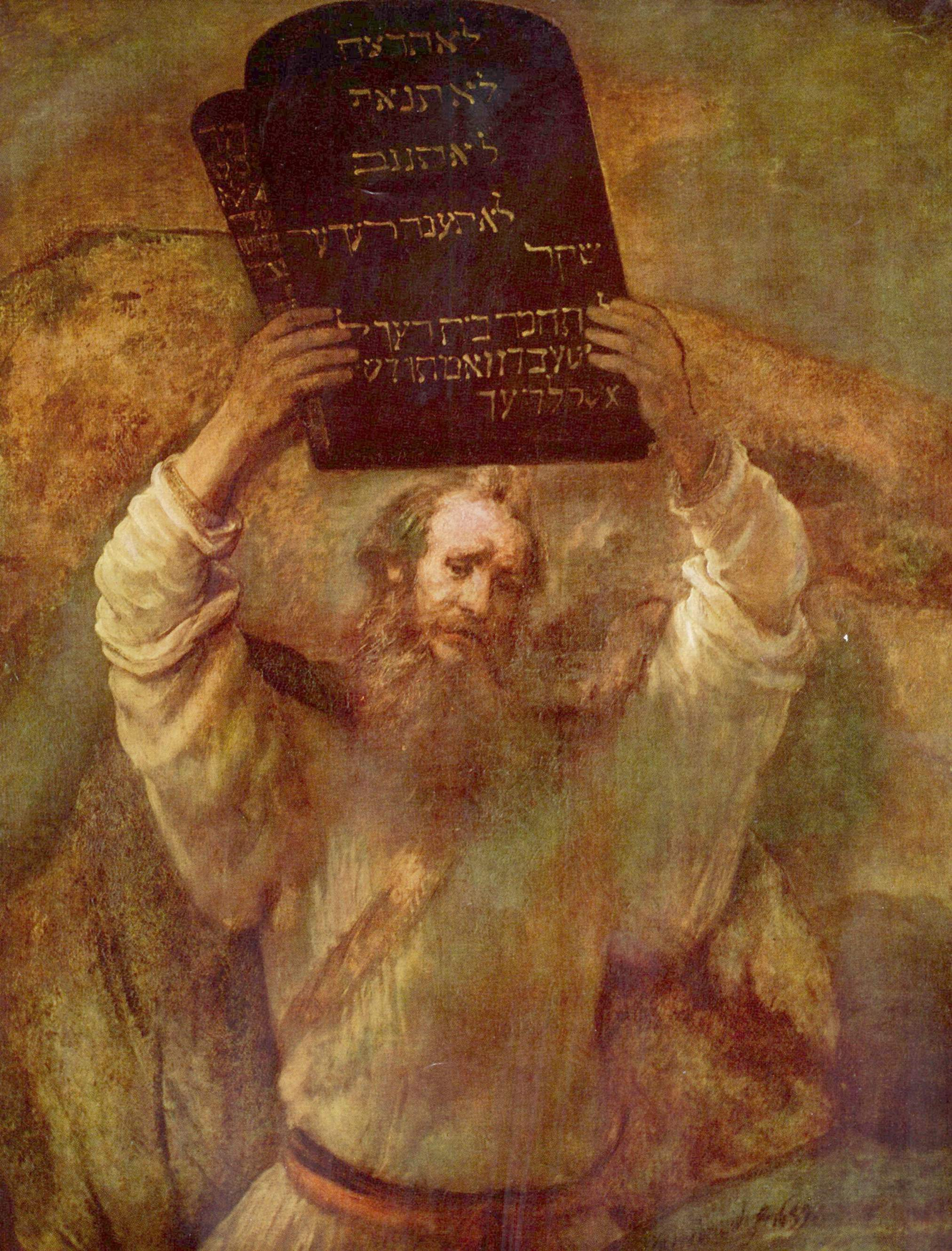
Moïse brisant les Tables de la Loi, par Rembrandt.

Dans le judaïsme, la révélation de Dieu (YHWH) inclut en partie les Dix Paroles qui furent révélées au premier prophète de cette religion, Moïse, sur le mont Sinaï, avec la Torah (Pentateuque chrétien).

### Christianisme
Dans la théologie chrétienne, la révélation culmine en Jésus-Christ, auquel les Écritures (la Bible) rendent témoignage. La révélation continue est un concept selon lequel, à certaines époques, Dieu fait connaître de façon continue sa volonté à ses prophètes (voir Amos 3:7), dans ce que des auteurs tels que Karl Rahner nomment l'auto-communication de Dieu.
En théologie catholique, et dans le cadre de la constitution dogmatique Lumen gentium du concile Vatican II, le chapitre sur la transmission de la Révélation enseigne que celle-ci repose sur l'Écriture sainte, sur la Tradition chrétienne remontant aux premiers siècles et, enfin, sur le magistère de l'Église catholique. Cet enseignement qui est de foi, car dogmatique, s'appuie en particulier sur Irénée de Lyon, mais aussi sur les décisions des conciles de Nicée, de Constantinople IV et de Vatican I et, enfin, sur l'encyclique Humani generis de Pie XII, qui indique notamment  : « La sainte Tradition, la sainte Écriture et le magistère de l'Église sont tellement reliés et solidaires entre eux qu'aucune de ces réalités ne subsiste sans les autres et que toutes ensemble, chacune à sa façon, et sous l'action du même Esprit-Saint, contribuent efficacement au salut des âmes ».
Cependant, même si la Révélation est achevée [close], elle n'est pas complètement explicitée. Au fil des siècles il y a eu des révélations dites « privées », dont certaines ont été reconnues par l'Église mais dont aucune n'appartient au dépôt de la foi. 
Le mot grec « apocalypse » (en grec ἀποκάλυψις), souvent employé pour désigner une catastrophe en langage courant, signifie en réalité « révélation ». L'Apocalypse est le seul livre de type apocalyptique du Nouveau Testament. Son titre en anglais est Revelation Book.
Jean-Paul II a publié le 14 septembre 1998 une encyclique sur les rapports entre la foi et la raison : Fides et ratio. Ce document met l'accent sur l'importance des philosophies présentant une ouverture métaphysique pour assurer une fonction de médiation dans l'intelligence de la « révélation ».

### Islam

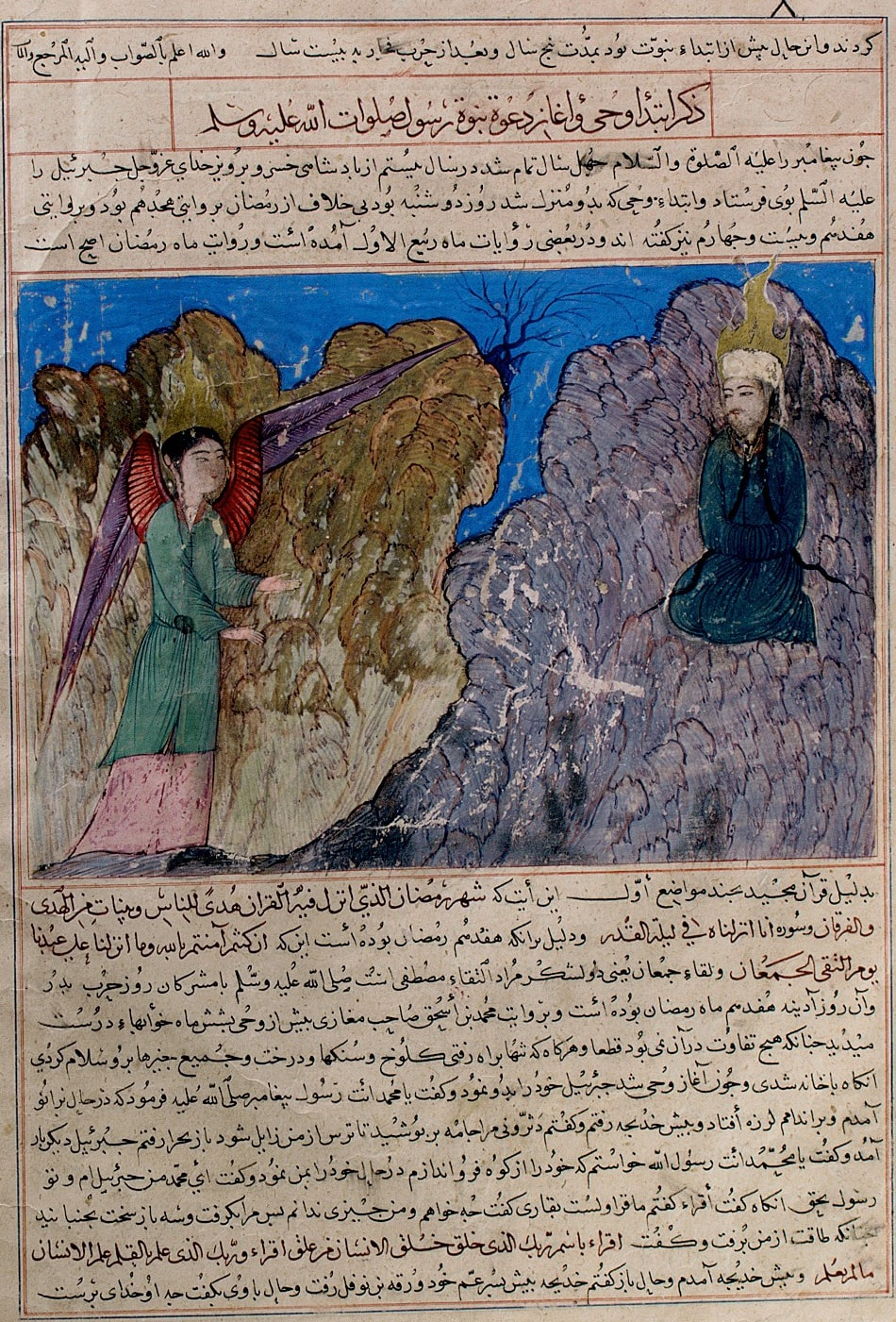
Une copie du livre Majmal al-tawarikh (1425) où Mahomet reçoit la prophétie, au Metropolitan Museum of Art.

La révélation divine joue un rôle très important dans l'islam. Pour cette religion, Dieu (qu'elle nomme Allah) peut se faire connaître par un écrit, approche fondamentale dans le cas du Coran, mais pas uniquement. Ainsi, l'islam différencie l'« inspiration » (wahy) et la « révélation » (racine n-z-l), qui correspond à une descente d'un livre. L'inspiration n'est pas propre aux prophètes, ni même aux hommes. Ce terme est ainsi utilisé autour de la figure de Mahomet, qui doit réciter ce qui lui a été inspiré. Pour la tradition musulmane, cette inspiration dépasse le simple cadre coranique et est associée à des paroles ou actes non coraniques.
Outre une révélation progressive, le Coran, lui, est souvent associé à l'idée de « descente », d'une révélation comme furqan. Bien que les livres religieux de la plupart des religions reconnaissent la contribution de leur auteur - humain - au texte divin, le Coran affirme avoir été révélé mot pour mot et lettre pour lettre par Dieu lui-même. Les musulmans croient que Dieu révéla son dernier message à l'humanité via le prophète Mahomet (570-632) par l'intermédiaire de l'archange Gabriel.

## Autres religions monothéistes

### Zoroastrisme
Dans le zoroastrisme, les Gathas de Zoroastre sont considérés comme une Révélation divine, dont la forme a été ajustée par Sraosha (Srosh Yasht, Yasnas: 57:8). Le reste de l'Avesta n'est pas une révélation directe. Les Yasnas, par exemple, ont été écrits par les élèves de Zarathushtra et leurs élèves, ils sont donc influencés (selon la Tradition zoroastrienne) par le caractère prophétique de Zarathushtra, et contiennent donc une certaine divinité, à un degré moindre que dans les Gathas.
Le Vendidad n'est plus considéré, par une partie de la communauté, comme étant révélé, mais seulement comme un ajout ultérieur.
La tradition zoroastrienne dit que Zoroastre, en tant qu'unique prophète du monde, est le dernier porteur de la révélation divine. Cependant, en accord avec le verset 16:3, les anciennes religions (celles précédant le zoroastrisme et n'ayant aucun prophète, comme l'hindouisme ou les différents paganismes) sont authentiques, "instituées par Mazda à la Création. Louant la vertu, les saintes religions du Créateur Mazda, mais aussi leurs textes (Védas, textes mythologiques originels, etc.) ont été révélés par Dieu. Les Gathas ne sont donc pas, d'un point de vue zoroastrien, la seule révélation, mais la dernière, la plus parfaite, la plus pure. Les anciennes religions sont très respectées par les zoroastriens, jusqu'à aujourd'hui.
Zoroastre aurait reçu la révélation à des périodes espacées, la première fois après dix ans d'isolement dans une région de l'extrême nord de l'Iran actuel.